# Cordyla crassicornis
Cordyla crassicornis är en tvåvingeart som beskrevs av Johann Wilhelm Meigen 1818. Cordyla crassicornis ingår i släktet Cordyla och familjen svampmyggor. Arten är reproducerande i Sverige. Inga underarter finns listade i Catalogue of Life.